# استصلاح إيفرجليدز

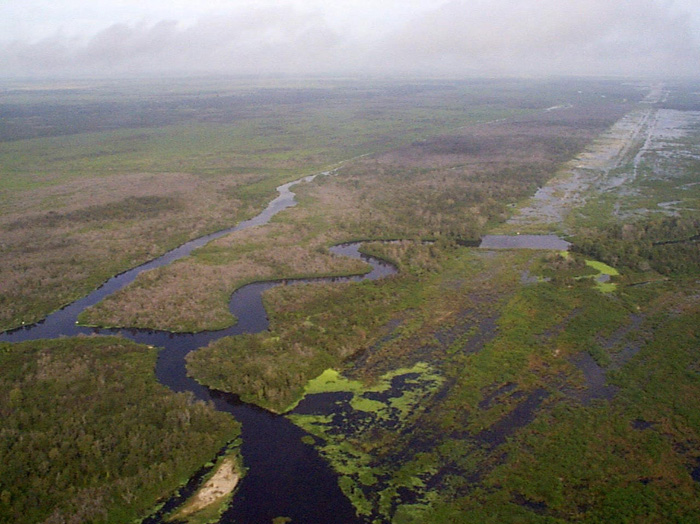

تعتبر عملية استصلاح إيفرجليدز عملية مستمرة لمعالجة الأضرار التي لحقت ببيئة جنوب فلوريدا خلال القرن العشرين. وهي أغلى محاولة إصلاح بيئي وأكثرها شمولية في التاريخ. أصبح تدهور إيفرجليدز مشكلة في الولايات المتحدة الأمريكية في أوائل سبعينيات القرن الماضي بعد اقتراح إنشاء مطار في مستنقع شجر السرو الكبير. تشير الدراسات إلى أن المطار كان سيدمر النظام البيئي في جنوب فلوريدا ومتنزه إيفرجليدز الوطني. تبحث كل من الولايات والوكالات الفدرالية عن طرق لموازنة احتياجات البيئة الطبيعية في جنوب فلوريدا مع احتياجات المراكز الحضرية والزراعية التي نمت مؤخراً وبشكل سريع في إيفرجليدز وبالقرب منها بعد عقود من الممارسات المدمرة للبيئة.
أُنشئ مشروع مكافحة الفيضانات في وسط وجنوب فلوريدا (C&SF) استجابة للفيضانات الناجمة عن الأعاصير في عام 1947 حيث بنيت أجهزة للسيطرة على الفيضانات في إيفرجليدز. بنى المشروع 1400 ميل (2300 كيلومتر) من القنوات والسدود بدءًا من خمسينيات القرن العشرين وحتى عام 1971 في جميع أنحاء جنوب فلوريدا. وكان المشروع الأخير له هو قناة سي 38 التي قوّمت مجرى نهر كيسيمي وتسببت بأضرار كارثية للبيئات الحيوانية ما أثر سلبًا على جودة المياه في المنطقة. أصبحت القناة أول مشروع يُهدم بعد بدئهم بردم القناة التي يبلغ طولها 22 ميلًا وإعادة ملئها بالمواد التي حُفرت منها في الثمانينيات.
أصبحت جودة المياه موضوعًا محوريًا وأساسيًا بالنسبة لوكالات إدارة المياه بعد اكتشاف مستويات عالية من الفوسفور والزئبق في المجاري المائية في عام 1986. رفعت دعاوى قضائية مكلفة وطويلة بين مختلف الجهات الحكومية لتحديد المسؤول عن مراقبة وتطبيق معايير جودة المياه. اقترح الحاكم لاوتون تشيلز مشروع قانون حدد الوكالات التي ستتحمل هذه المسؤولية وحدد المواعيد النهائية لإتمام عملية خفض نسب الملوثات في المياه. انتُقد مشروع القانون في البداية من قبل مجموعات الحفاظ على البيئة لأنه لم يكن صارمًا بما فيه الكفاية، لكن صدر قانون إيفرجليدز الدائم في عام 1994. ومنذ ذلك الحين تجاوز قسم إدارة المياه في جنوب فلوريدا (SFWMD) وفيلق القوات البرية الأمريكي الهندسي كل التوقعات في خفض مستويات الفوسفور.
نشرت لجنة عينها الحاكم تشيلز تقريرًا في عام 1995 أفاد بأن منطقة جنوب فلوريدا لم تكن قادرة على الحفاظ على نموها وأن تدهور البيئة كان له تأثير سلبي على الحياة اليومية للمقيمين في جنوب فلوريدا. وكان من المتوقع أن يضر التدهور البيئي بالمصالح السياحية والتجارية إذا لم تُتخذ أي إجراءات لوقف الممارسات في ذلك الوقت. قُدمت نتائج دراسة استمرت ثماني سنوات لتقييم مشروع مكافحة الفيضانات في وسط وجنوب فلوريدا إلى كونغرس الولايات المتحدة الأمريكية في عام 1999. وحذر التقرير من أنه في حال عدم اتخاذ أي إجراء سوف تتدهور المنطقة بسرعة. وُضعت إستراتيجية سُمّيت الخطة الشاملة لإصلاح إيفرجليدز (CERP) تهدف إلى إصلاح أجزاء من إيفرجليدز وبحيرة أوكي تشوبي ونهر كالوزاتشي وخليج فلوريدا ومعالجة الأضرار التي لحقت بها خلال الخمسين عامًا الماضية. سوف يستغرق الأمر 30 عامًا بكلفة 7.8 مليار دولار. وعلى الرغم من أن الخطة قد أُقرت في عام 2000 لكنها توقفت بسبب المشاكل السياسية والتمويلية.

## خلفية عن إيفرجليدز
إيفرجليدز هي جزء من مجمع مائي كبير جدًا تبدأ من محيط أورلاندو. يصب نهر أوكي تشوبي في بحيرة أوكي تشوبي وهي بحيرة مساحتها 730 ميلًا مربعًا (1900 كيلومتر مربع) بمتوسط عمق يصل إلى 9 أقدام (2.7 متر). تطوف البحيرة خلال موسم الأمطار، ويشكل الماء نهرًا ضحلًا وعريضًا جدًا يبلغ طوله نحو 100 ميل (160 كم) وعرضه 60 ميلًا (97 كم). يسمى هذا التدفق الواسع والضحل بالتدفق السطحي. تنحدر الأرض تدريجياً نحو خليج فلوريدا الذي يعتبر الوجهة التاريخية لمعظم المياه التي تغادر إيفرجليدز. كانت إيفرجليدز تتألف من 4000 ميل مربع (10000 كم مربع) من الأراضي قبل عمليات صرف المياه، أي كانت تشكل ثلث شبه جزيرة فلوريدا.
كانت إيفرجليدز موضع اهتمام للتنمية الزراعية منذ أوائل القرن التاسع عشر. وقعت أول محاولة لتجفيف إيفرجليدز في عام 1882 عندما قام هاميلتون دايستون أحد مصلحي الأراضي في بنسلفانيا ببناء أول قناة. وعلى الرغم من أن هذه المحاولات باءت بالفشل إلى حد كبير لكن شراء دايستون للأراضي حفز السياحة والتطوير العقاري للمنطقة. أدت الدوافع السياسية للحاكم نابليون بونابرت بروارد إلى إجراء محاولات أكثر نجاحًا لبناء القناة بين عامي 1906 و1920. استخدمت الأراضي الرطبة المستصلحة في زراعة قصب السكر والخضروات وبدأت حينها التنمية الحضرية في إيفرجليدز.
تسبب إعصار ميامي عام 1926 وإعصار أوكي تشوبي عام 1928 في دمار وفيضانات على نطاق واسع ما دفع فيلق القوات البرية الأمريكي الهندسي إلى بناء سد حول بحيرة أوكي تشوبي. قطع جدار السد المكون من أربعة طوابق الماء القادم من إيفرجليدز. دفعت الفيضانات الناجمة عن الأعاصير في عام 1947 الكونغرس الأمريكي إلى إنشاء مشروع للسيطرة على الفيضانات في وسط وجنوب فلوريدا من خلال إنشاء 1400 ميل (2300 كيلومتر) من القنوات والسدود ومئات محطات الضخ وغيرها من أجهزة التحكم في المياه. أنشأ المشروع مناطق لتخزين المياه (WCAs) في 37٪ من مساحة ايفرجليدز الأصلية والتي كانت بمثابة خزانات ضخمة توفر المياه لمنطقة مدينة جنوب فلوريدا أو تصرفها في المحيط الأطلسي أو خليج المكسيك. أسس مشروع مكافحة الفيضانات في وسط وجنوب فلوريدا أيضًا منطقة إيفرجليدز الزراعية (EAA) التي تزرع غالبية محاصيل قصب السكر في الولايات المتحدة الأمريكية. شملت منطقة إيفرجليدز الزراعية عندما أنشئت نحو 27٪ من مساحة إيفرجليدز الأصلية.
تقلصت التنمية الحضرية والاستخدام الزراعي من مساخة إيفرجليدز بشكل كبير بحلول ستينيات القرن العشرين. أنشئت محمية على الـ 25٪ المتبقية من أراضي إيفرجليدز في حالتها الأصلية وسُميت حديقة إيفرجليدز الوطنية، أنشئت الحديقة قبل إطلاق مشروع مكافحة الفيضانات في وسط وجنوب فلوريدا، لكنهم اعتمدوا على نفس طرق المشروع في تصريف المياه. بدأ سكان ميامي ومدن أخرى بالانتقال إلى إيفرجليدز في الستينيات من القرن الماضي، تسبب ذلك حينها بمعارك سياسية بين إدارة المتنزه ومشروع مكافحة الفيضانات في وسط وجنوب فلوريدا عندما تسببت قلة المياه في المنتزه في عدم استقرار النظم البيئية. بدأت الأسمدة المستخدمة في منطقة ايفرجليدز الزراعية في تغيير التربة والبيئة المائية في متنزه إيفرجليدز الوطني ما تسبب في انتشار أنواع من النباتات الغريبة. وركز اقتراح لبناء ميناء ضخم في مستنقع شجر السرو الكبير في عام 1969 الانتباه على النظم الطبيعية المتدهورة في إيفرجليدز. وأصبحت إيفرجليدز لأول مرة موضوع الحفاظ على البيئة.

## جودة المياه
تركز الانتباه على نوعية المياه في جنوب فلوريدا في عام 1986 عندما حدث انتشار واسع للطحالب في بحيرة أوكي تشوبي الخامسة. كان هذا الانتشار نتيجة للأسمدة الموضوعة في منطقة إيفرجليدز الزراعية. وعلى الرغم من أن القوانين كانت تنص في عام 1979 على منع عملية طرح المواد الكيميائية المستخدمة في منطقة إيفرجليدز الزراعية في البحيرة لكنها وُضعت في القنوات التي تغذي مناطق تخزين المياه في إيفرجليدز، وذهبت في النهاية في البحيرة. اكتشف علماء الأحياء المجهرية أنه على الرغم من أن الفوسفور يساعد على نمو النبات لكنه يدمر البيريفايتون وهي أحد المواد الأساسية المشكلة للطين الجيري في إيفرجليدز. الطين الجيري هو أحد نوعي التربة الموجودة في إيفرجليدز، التربة الأخرى هي الخث. كما أن معظم مركبات الفوسفور تزيل الأكسجين المتحلل في تربة الخث وتعزز نمو الطحالب ما يتسبب في موت اللا فقاريات الأصلية، واستبدال عشب المنشار بنباتات البوط التي تنمو بشكل طويل وسميك جدًا ومناسب لتعشيش الطيور والتماسيح داخلها. أظهرت المياه التي اختُبرت وجودَ 500 جزء في المليار (ppb) من الفوسفور بالقرب من حقول قصب السكر. فرض قانون الدولة في عام 1987 تخفيض نسبة 40٪ من الفوسفور بحلول عام 1992.